# São Domingos do Norte
São Domingos do Norte é um município brasileiro do Estado do Espírito Santo. Foi criado pela lei 4343 de 30 de março de 1990 e instalado em 1 de janeiro de 1993, sendo sua área proveniente do município de Colatina. O município é formado somente pelo distrito-sede. Com 7.840 habitantes em 2007, sua taxa de crescimento populacional foi de 0,57% ao ano entre 2000 e 2007, menor que a estadual (1,19%) e menor que a nacional (1,21%). O município apresentava em 2000, um predomínio de homens e uma estrutura populacional formada principalmente por adultos (25 a 64 anos).

## Educação
Quanto aos indicadores de educação, São Domingos do Norte tinha, em 2000, 93,08% de pessoas frequentando curso de nível fundamental (considerando a parcela da população entre 7 e quatorze anos de idade), o que o coloca em situação inferior à estadual e inferior à nacional. A escolariedade da população de 25 anos ou mais de idade foi a seguinte: 24,72% "sem instrução ou menos de um ano de estudo"; 44,41% com "1 a quatro anos de estudo"; 17,67% com "5 a oito anos de estudo"; 11,28% com "9 a onze anos de estudo"; 1,84% com "12 anos ou mais de estudo"; e 0,07% "não determinado".No que se refere ao rendimento familiar per capita, São Domingos do Norte possuía, em 2000, a maior parte de suas famílias concentradas na classe "mais que meio até 1 salário mínimo" (29,86%), seguida da classe "mais que 1 até 3 salários mínimos" (29,62%) e da "até meio salário mínimo" (28,62%). Cabe ressaltar que a proporção de famílias sem rendimentos de até 1 salário mínimo situava-se acima daquela registrada no Estado e acima da do País.Em 2005, a indústria constituía o setor mais expressivo da economia municipal, seguido da administração pública. Apesar da relevância econômica dos serviços em São Domingos do Norte, esse setor possui uma diversidade na oferta de atividades muito baixa. Com base nos dados de 2005 do CEMPRE - Cadastro Central de Empresas, o município apresentava 16,81% dos grupos de serviços, distribuídos em 57 unidades locais. Considerando a divisão de setores da economia da CNAE - Cadastro Nacional de Atividades Econômicas, "Outras atividades de serviços" (que abrangem, entre outros, organizações associativas e manutenção de equipamentos domésticos, de informática e pessoais) caracteriza(m)-se como a(s) atividade(s) mais significativa(s), detendo o maior número de unidades locais, 38,6%, seguida(s) por "Alojamento e alimentação", com 17,54%.

## História
São Domingos data o início de sua história por volta do ano de 1920 onde cinco imigrantes provenientes da região de São Gabriel da Palha (Bertolo Malacarne, Francisco Malacarne, José Mesquita, João Francisco e Nelson Pinto da Costa) desceram pela cachoeira da onça, no rio São José, onde encontraram uma afluente (atual rio São Domingos) e resolveram seguir contra a jusante no objetivo de encontrar um bom lugar para erguer um povoado. Num dia sem alimento, comeram Sabiá, fato que deu nome ao atual lugar de Origem: "Sabiá". Não sabendo que este Córrego já estava batizado de São Gonçalo, batizaram-no de Córrego São Domingos, por ser numa tarde de domingo, em junho de 1926. 

Bertolo Malacarne, filho de imigrantes italianos, foi um colonizador que atuou por todo o norte do Espírito Santo, tendo registros de sua atuação em Marilândia, Governador Lindenberg, São Gabriel da Palha, Ecoporanga e Barra de São Francisco. Bertolo colonizou todo o vale do córrego São Domingos, desde a atual entrada de Novo Brasil (distrito de Governador Lindenberg) até o Rio São José, onde se instalou as tradicionais famílias de imigrantes: Covre, Dalmaso, Caetano, Fuzer, Silvestre, Taquetti, Venturim, Scaramussa, dentre outras italianas, alemãs e principalmente polonesa. Para o núcleo do povoado, Bertolo trouxe na década de 1930, muitos aventureiros, se destacam Clário Espíndula, Henrique Santana e Orlando Bortolotti. 

Por muitos anos, o lugar mais povoado e mais importante foi o Sabiá mas a antiga estrada para Aguia Branca começou deslocar novos imigrantes para onde hoje é a Sede Municipal de São Domingos do Norte que a partir de 1940 teve um rápido crescimento populacional. Em 1956 passou a ser oficialmente distrito da cidade de Colatina, emancipado em 1958, o prefeito de Colatina da época, Raul Gilbert, recorreu à justiça e reverteu a emancipação. Na segunda metade do Século XX, São Domingos foi uma região muito próspera tendo sua economia baseada em colheira e beneficiamento de café, mas após os anos 1980, a popularização da estrada que liga Colatina à São Gabriel, dois importantes centros urbanos próximos à são Domingos, tirou a evidência e o crescimento da cidade que conta hoje com um dos menores crescimentos urbanos do Estado do Espírito Santo. Em 1990 o distrito desmembra da cidade de Colatina e se emancipa definitivamente com o nome de São Domingos do Norte.

## Geografia
Na região predomina elevações no relevo, sendo assim uma região montanhosa, ocasionado principalmente por rochas ígneas, que atualmente, o mercado de extração de rocha, é o principal ramo industrial do município. O principal rio do município é o Rio São José porém o abastecimento de água feito pelo SAAE (Serviço Autônomo de Água e Esgoto) é proveniente do Rio São Domingos, que tem seu curso inserido no centro urbano da cidade. A vegetação é predominantemente resquícios da Mata Atlântica principalmente em regiões montanhosas da zona rural.

## Política
Com domínio da prefeitura predominantemente de partidos da classe conservadora, a consciência política da população dominguense é baixíssima. Como em muitas cidades do Brasil, o debate político, cobranças e ações é feito apenas meses antes das eleições. Venício Alves de Oliveira iniciou sua carreira política no município sendo Vereador da cidade de Colatina (quando São Domingos ainda era distrito). Os Prefeitos e prefeitas de São Domingos por ordem de administração foram:
ADM 93/96 - Domingos Pagani
ADM 97/00 - Venício Alves de Oliveira
ADM 01/03 - Dedei Malacarne
ADM 04/08 - Ana Izabel Malacarne Oliveira
ADM 09/12 - Elison Campostrini

ADM 13/16 - Geraldo Guidoni
ADM 17/20 - Pedro Pão
ADM 21/24 - Ana Izabel Malacarne Oliveira

## Economia
Historicamente o município tem a economia baseada na agricultura e pecuária, com destaque majoritário da agricultura, principalmente a cultura cafeeira, que persiste até hoje como forte contribuição econômica para o município que a partir dos anos 1990 dividiu espaço com a indústria da extração mineral de rochas.

Em janeiro de 2012, o PIB da cidade foi de 135 627 000 reais sendo a indústria e a agropecuária os setores que mais se destacaram seguido de serviços executivos e sociais, bem como impostos.

## Cultura
São Domingos do Norte tem forte influência européia, proveniente de imigrantes que deixaram suas marcas na religião, culinária, costumes, dialetos, bem como a arquitetura de muitas casas existentes até hoje. 

A maioria dos eventos festivos gira em torno de datas comemorativas com estilo musical midiático, com destaque para Forró e Sertanejo.
O Congo, a Folia de Reis, o Congo Mirim são certamente tradição que merecem todo o respeito e alegria de cada cidadão dominiguense, pois a tradição é exibida e levada a todas as comunidades através desta manifestação culturais. Ainda merecem destaque comemoração, como: cavalgada, retirada do mastro de São Benedito, caminhada até a pedra de  Nossa Senhora Aparecida (Córrego Dumer, distrito do município), festa juninas, Coroação à Nossa Senhora... Arte, exposições, artesanatos, escultura, crenças e folclore... Essa é, certamente a força desse povo alegre e encantador.
A atividade cafeeira possibilitou a fixação dos colonos e a sustentação econômica. Hoje, a condição do município se expandiu e se diversificou, além do café, há a exploração e exportação de granito, criação e comércio de camarão de água doce, tilápia, cachaça, mel, dentre outros. São Domingos do Norte é conhecido como capital  do Camarão da Água Doce, tendo um centro de Aquicultura – Ceq localizado no centro deste município, onde são comercializados estas espécimes de vários aquicultores. São Domingos do Norte também tem o privilégio de ter uma empresa conhecida nacional e internacionalmente no que tange a exportação de granito e, com isso, atrai comerciantes e empresários de vários lugares do Brasil e do mundo para conhecer o local onde são exploradas essa riqueza.
Fé: uma pequena palavra que demostra toda a religiosidade do povo dominguese. A Matriz católica localizada no coração da cidade encanta a todos que passam por São Domingos do Norte. A Gruta de Nossa Senhora de Lurdes, localizada na Fazenda Bruni, a 20 km da sede do município atrai um grande número de fieis semanalmente de vários lugares do Estado, onde além de se encantarem com a beleza do lugar (a Gruta é localizada dentro de uma mata, cercada por natureza, animais, lago e arvores nativas), todos acreditam estar mais próximos de Deus através da natureza que Ele criou.
As religiões evangélicas realizam anualmente, no dia 31 de outubro, a Festa do Evangélico, que atrai pessoas que se reúnem para louvar e agradecer a Deus por todas as bênçãos, graças e milagres recebidos. A Campal Morobá é um encontro de evangélicos que acontece anualmente no Córrego Morobá (distrito de São Domingos do Norte, a 16 km da sede) onde pessoas de várias partes do Estado e do Brasil se reúnem, em um acampamento de oração, durante três dias cheios de atrações musicais, orações, partilha, fé, amor ao próximo e a Deus, atraindo aproximadamente 8 a 10 mil pessoas.

## Transporte
Por ser uma cidade posicionada geograficamente entre grandes centros urbanos tais como Colatina, São Matheus, Nova Venécia, Barra de São Francisco e São Gabriel, cortado pela Rodovia ES-080, importante rodovia de acesso do Centro do Estado do Espírito Santo ao norte do mesmo, pela cidade passa diversas linhas de ônibus, em sua maioria, linhas do Norte do Estado à capital Vitória e à Colatina. Por não ter rodovia alternativa externa, a Rodovia ES-080, junto com a BR-101 são as únicas rodovias pavimentadas no Estado que dão acesso do Norte à Capital do Estado, sendo assim pelo centro de São Domingos transitam diariamente muitos carros e carretas de transporte alimentício e mineral, principalmente frutas e Granito. 

A frota de veículos do município, em janeiro de 2014 era de 3676 veículos sendo 1354 automóveis, 1662 motocicletas, 449 motonetas e 221 caminhões

## Distribuição populacional
A grande quantidade de pequenas vilas distritais no município de São Domingos do Norte contribui para que a cidade tenha um equilíbrio entre a população urbana e rural. Em Janeiro de 2014 o município conta com 52% da população vivendo em zona rural, sendo 58% da população composta por pessoas do sexo masculino e 42% feminino.